# Zèbre
Pour les articles homonymes, voir Zèbre (homonymie).
Taxons concernés
Dans le genre Equus, les sous-genres :
- Dolichohippus
  - Equus grevyi
- Hippotigris
  - Equus quagga sp.
  - Equus zebra sp.Autres articles sur les zèbres
- Zébrâne (zèbre + âne ou ânesse)
- Zébrule (zèbre + jument)
- Quaggamodifier

Zèbre est un nom vernaculaire, ambigu en français, pouvant désigner plusieurs espèces différentes d'herbivores de la famille des équidés, et du genre Equus, vivant en Afrique.
Ils se trouvent principalement en Afrique centrale et australe. Ces animaux se caractérisent par des bandes de rayures, généralement verticales, noires et blanches. Bien que la phylogénie des équidés soit peu connue, ce groupe est manifestement paraphylétique, c'est-à-dire que si tous ces animaux descendent bien d'une espèce commune, toutes les espèces descendantes de celle-ci ne sont pas que des zèbres. Il y a aussi des chevaux et des ânes qui sont plus ou moins proches de chacune de ces espèces.
Il existe trois espèces de zèbres : le zèbre des plaines, le zèbre des montagnes et le zèbre de Grévy. Le zèbre des plaines et le zèbre des montagnes appartiennent au sous-genre Hippotigris, mais le zèbre de Grévy est la seule espèce du sous-genre Dolichohippus. Ce dernier ressemble à un âne, auquel les zèbres sont étroitement liés, tandis que les deux premiers ressemblent davantage à un cheval. Tous les trois appartiennent au genre Equus, avec d'autres équidés vivants.
Les rayures uniques des zèbres en font l'un des animaux les plus familiers de l'homme. On les trouve dans une variété d'habitats, comme les prairies, les savanes, les forêts, les garrigues épineuses, les montagnes et les collines côtières. Cependant, divers facteurs ont eu de graves répercussions sur les populations de zèbres, en particulier la chasse à la peau et la destruction des habitats. Le zèbre de Grévy et le zèbre des montagnes sont en danger d'extinction. Bien que les zèbres des plaines soient beaucoup plus abondants, une sous-espèce, le quagga, a disparu à la fin du xixe siècle.

## Description

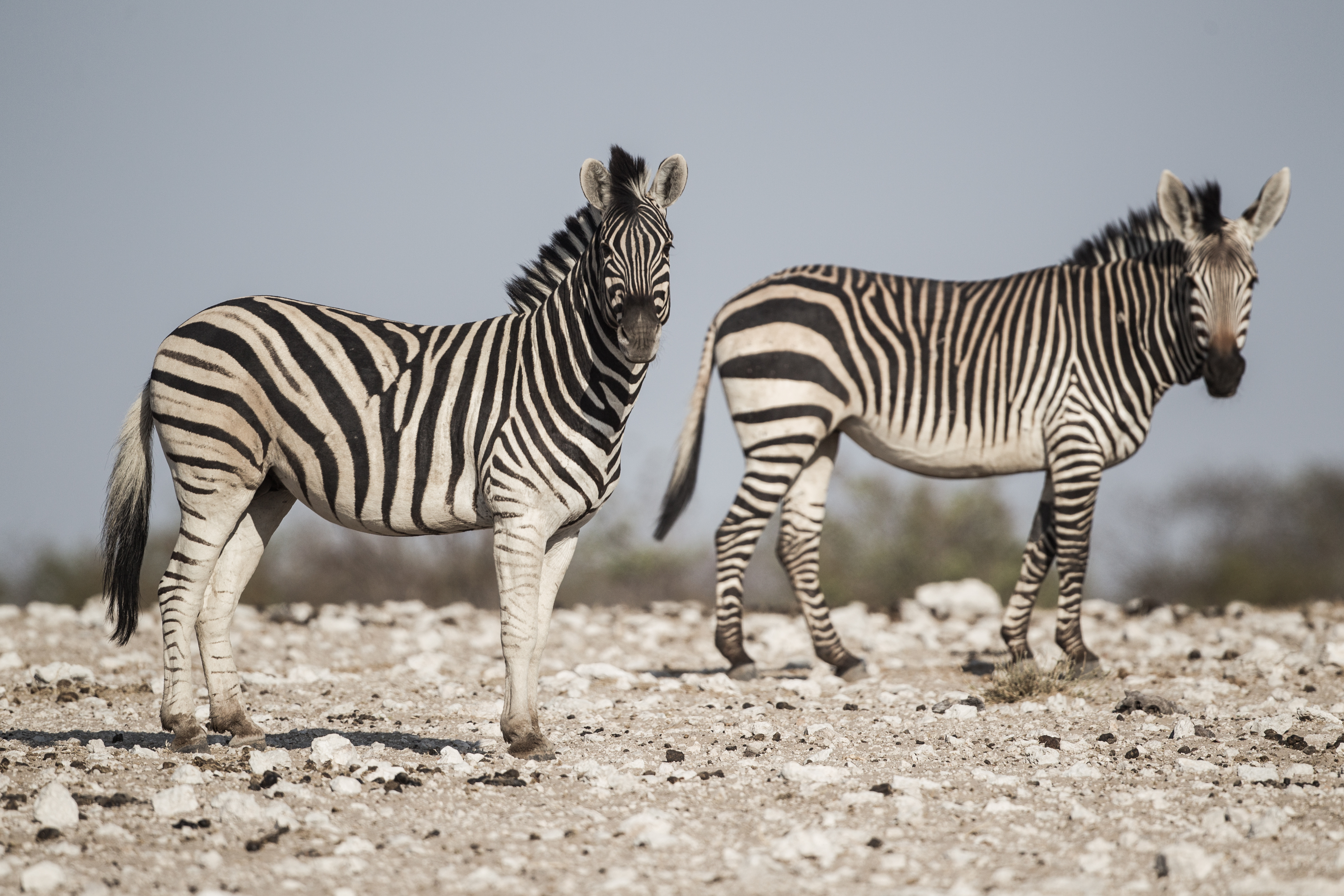
Un zèbre de Burchell (Equus quagga burchelli, à gauche), et un zèbre de Hartmann (E. zebra hartmannae, à droite). Noter pour le second l'absence de rayures ventrales et la présence de rayures horizontales sur la croupe.

Mammifères terrestres herbivores, les caractéristiques générales des zèbres sont celles des équidés du genre Equus, avec des nuances comportementales et physiologiques pour chaque espèce. 
Les zèbres communs mesurent de 1,10 mètre à 1,40 mètre (1,25 mètre en moyenne) au garrot contre 1,30 mètre à 1,60 mètre (1,45 mètre en moyenne) au garrot pour les zèbres de Grévy, et vivent en moyenne 25  à   30 ans dans la nature[réf. nécessaire] et jusqu'à 40 ans dans un zoo[réf. nécessaire]. La longueur du corps va de 2,20 mètres à 2,70 mètres pour les zèbres communs et de 2,50 mètres à 3,00 mètres pour les zèbres de Grévy et la longueur de la queue de 40  à   75 cm. La masse varie de 175  à   300 kg pour les zèbres communs contre 300  à   400 kg pour les zèbres de Grévy. Chez les zèbres, les étalons sont généralement plus grands et plus lourds que les femelles, appelées zébrelles ou zébresses.
En 2016, on dénombrait, dans toute l'Afrique, moins de 800 000 zèbres.

### Zébrures

Peau de Zèbre de montagne de Hartmann.

Les zèbres sont avant tout reconnaissables aux bandes noires et blanches de leur pelage.
Grâce à des méthodes de reconnaissance de formes, les scientifiques peuvent désormais lire les rayures caractéristiques des zèbres comme des codes-barres pour recenser une population à partir de photographies. Après avoir pris la photo d'un individu, les chercheurs la transfèrent sur un ordinateur équipé de logiciels dédiés comme StripeSpotter, un logiciel mis au point par l'université de l'Illinois à Chicago et l'université de Princeton. Ils zooment ensuite sur le flanc de l'animal, où chaque rayure est décomposée en lignes verticales de pixels. Leurs combinaisons sont aussi uniques que les empreintes digitales humaines. Reste à faire une recherche sur la base de données pour voir si le zèbre est un nouveau venu. StripeSpotter a été utilisé sur des zèbres de Grévy et des zèbres des plaines,. D'autres travaux étendent la reconnaissance à d'autres animaux comme les léopards, les girafes et les Pterois.
Une légende africaine demande si le zèbre est blanc à rayures noires ou noir à rayures blanches. Cette question a généré de nombreuses légendes ou réponses fantaisistes, mais des explications plus scientifiques existent[Lesquelles ?].

#### Formation des rayures

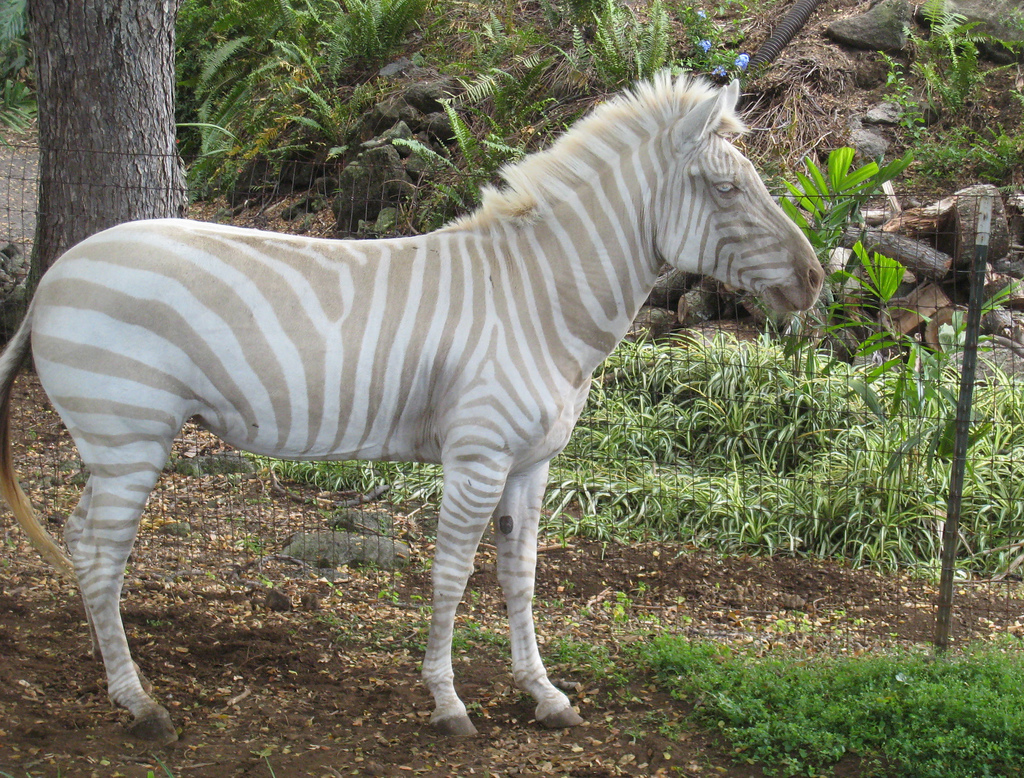
Zèbre leucique.

Les premières populations de zèbres étaient de couleur gris-ardoise. Les spécialistes pensent généralement, en observant les rayures partielles du Quagga et en tenant compte de la pigmentation nécessaire aux animaux pour survivre sous le soleil d'Afrique, que les zèbres étaient originellement des animaux pigmentés de noir et que les raies se forment par inhibition de la production de mélanine.
Les raies noires et blanches du zèbre sont absentes au stade fœtal initial, ils sont entièrement noirs. Les rayures finissent par apparaître par bandes d'environ quatre cents micromètres (vingt fois une cellule). Les rayures sont alors d'autant plus nombreuses que l'animal est gros. Elles grandissent ensuite avec lui. Selon J.B.L. Bard, les espèces de zèbres différeraient selon le stade embryonnaire auquel apparaissent les raies.
En 1952, Alan Turing a démontré que « même si la concentration initiale en morphogène est uniforme, la combinaison de réactions chimiques et de diffusion des substances à travers les tissus peut faire apparaître un motif » et aussi que « ce motif dépend du type de réactions impliquées, de la forme de la région et des concentrations initiales ». Ainsi l'évolution vers des rayures au lieu de taches n'est pas difficile et dépendra de la taille et du temps de gestation de l'espèce.
Ceci conforte la théorie du Dr Debra Kay Bennett selon laquelle les espèces de zèbres sont, chacune, plus proche d'une espèce de cheval que de ses consœurs car « il suffit d’une petite modification des relations temporelles des processus qui sous-tendent la formation du motif » pour faire apparaître des rayures au lieu de taches. Ce qui a donc pu se produire indépendamment au cours de l'évolution des différentes espèces devenues des zèbres.

#### Historique du rôle

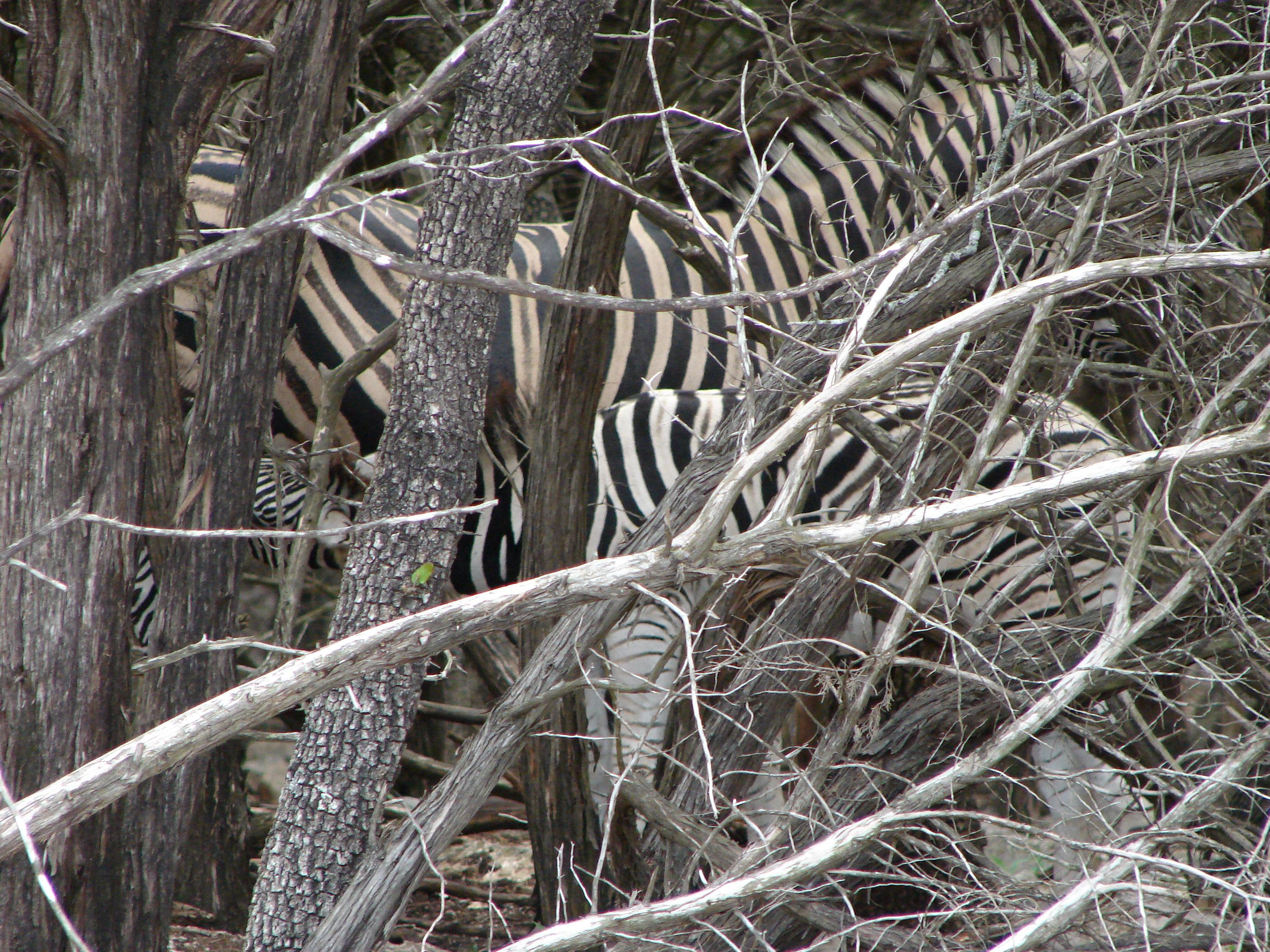
Exemple d'hypothèse non étayée scientifiquement : les rayures faciliteraient notamment le camouflage vis-à-vis de la mouche tsé-tsé ou des grands prédateurs.

On ignore encore exactement quelle pourrait être l'utilité des rayures : de nombreuses théories sont proposées mais aucune n'est validée. Les principales hypothèses sur la fonction des zébrures concerneraient le camouflage, l'évasion face aux prédateurs, la thermorégulation et les interactions sociales ; toutefois, selon une étude multifactorielle publiée en 2013, rien ne vient étayer de manière convaincante l'une ou l'autre de ces hypothèses.
Au XIXe siècle, l'écrivain Rudyard Kipling et le naturaliste Alfred Russel Wallace ont contribué à diffuser l'hypothèse selon laquelle les rayures du zèbre lui permettaient de mieux se fondre dans la savane. Cette hypothèse longtemps considérée comme crédible dans la communauté scientifique a toutefois été démentie au début du XXIe siècle. L'hypothèse est formellement démentie en 2016. En fait, dans la savane, le zèbre est très visible, et il tendrait donc à se dresser comme une exception à la règle du camouflage.
Les rayures auraient aussi un effet stroboscopique sur les prédateurs. Lorsque tout un troupeau s'enfuit, les raies des divers individus se mélangent, rendant flou le contour d'un animal aux yeux d'un lion, par exemple. Un phénomène comparable serait à l'origine du camouflage dazzle.
Dans les années 1970, des recherches ont pointé le fait que la mouche tsé-tsé, responsable de la maladie du sommeil à laquelle les zèbres sont plus sensibles que d'autres animaux sauvages, est attirée par la vue de larges zones monochromes : les rayures permettraient ainsi de se protéger du parasite. Il est à ce sujet significatif de constater que les zones de répartition des zèbres et de ces glossines coïncident exactement et que les rayures s'estompent chez les populations moins exposées au parasitisme par les trypanosomes,.
Des travaux publiés en 2012 viennent corroborer cette hypothèse, en démontrant que les taons sont plus attirés par les monochromes, et que l'effet « répulsif » des rayures est plus prononcé pour des rayures semblables à celles des zèbres. En s'inspirant de ce résultat, des chercheurs japonais ont publié en 2019 des résultats prometteurs sur du bétail : des vaches ont été peintes avec un motif inspiré de celui des zèbres, ce qui a permis de réduire de moitié l'incidence des morsures de taons.
Une autre hypothèse veut que les rayures contribueraient à la thermorégulation, permettant aux zèbres qui broutent pendant des heures de mieux supporter les fortes chaleurs de la savane africaine. Les bandes noires et blanches, par absorption et réflexion différentielle des rayons solaires, chauffent différemment, ce qui provoquerait entre elles un flux d'air différentiel à l'origine de tourbillons engendrant un effet de refroidissement. Ce dispositif leur permet d'avoir une température corporelle inférieure à celle d'herbivores de taille similaire paissant dans les mêmes conditions (29,2 °C contre 32,5 °C).
Les rayures favoriseraient la cohésion sociale en facilitant la reconnaissance et l’identification de chaque individu d'un groupe grâce au dessin de rayures unique. Ainsi le zèbre de Burchell possède de vingt-cinq à trente raies sur chacun de ses flancs, le zèbre des montagnes quarante-trois et le zèbre de Grévy en compte environ quatre-vingt.

## Comportement et écologie

### Prédateurs

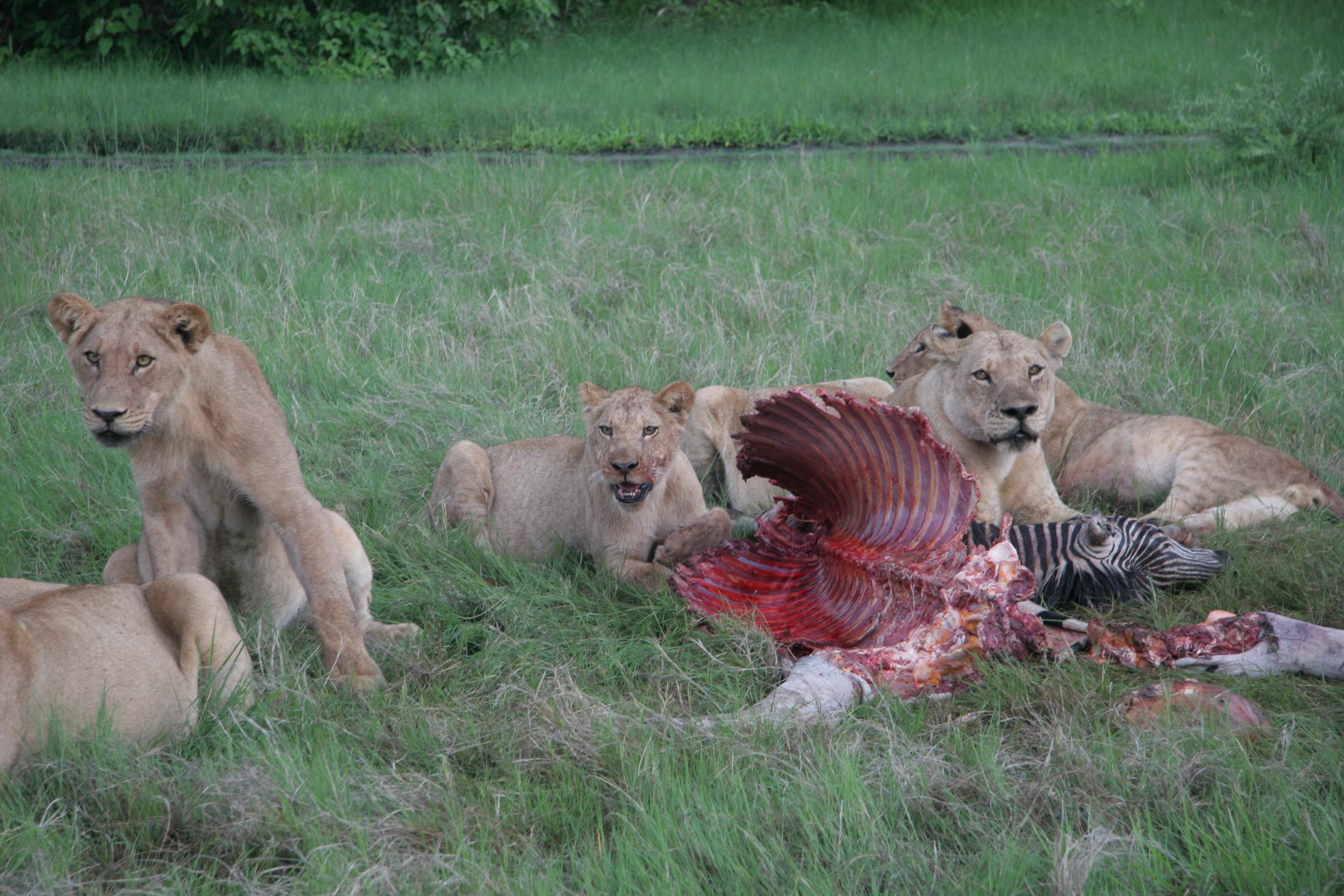
Le zèbre est une proie appréciée par les lions.

Les lions et les hyènes peuvent s'attaquer aux adultes ; les jeunes poulains et les jeunes pré-adultes peuvent être la proie des lycaons, guépards, léopards. Les prédateurs sont opportunistes et s'attaquent aux animaux vulnérables et donc peu rapides ; les individus malades, âgés, blessés, isolés, jeunes ou les femelles en gestation, sont les proies idéales.
Un zèbre en bonne condition physique a plusieurs moyens de défense contre ses prédateurs, il possède une très bonne vue diurne, une ouïe excellente, un bon odorat et court très vite. Les zèbres peuvent ainsi tenir une vitesse de 30  à   40 km/h sur une très longue distance ou, en cas de danger, galoper à 60 km/h en moyenne et même faire des pointes à 80 km/h pour semer par exemple une lionne qui court presque aussi vite, mais ne tiendra pas la distance. Pour se défendre, ils peuvent aussi mordre et d'un coup de sabot, briser la mâchoire d'une lionne. Leurs ruades peuvent être mortelles, celles-ci sont encore plus puissantes que celles d'un cheval. Leurs rayures provoquent aussi une sorte d'« effet stroboscopique », et rendent les individus difficiles à repérer lorsqu'ils courent en groupe.

## Systématique

### Taxonomie
Les populations de zèbres varient beaucoup, et les liens entre les espèces ne sont pas encore très bien compris. La taxinomie des zèbres est encore discutée et instable.
Espèces habituellement citées dans les classifications classiques :
- Equus burchellii Gray, 1824 ou Zèbre de Burchell (zèbre des plaines, synonyme du suivant)
- Equus quagga Boddaert, 1785
- Equus grevyi Oustalet, 1882
- Equus zebra Linnaeus, 1758

Les espèces sont notamment caractérisées par un nombre différent de paires de chromosomes : 46 pour Equus grevyi, 44 pour Equus quagga et Equus burchellii, et 32 pour Equus zebra.
Une nouvelle classification a été proposée en 2004 par les Anglais C.P. Groves et H.B. Bell, d'après l'observation traditionnelle du pelage et des crânes de ces animaux : 
- Sous-genre Dolichohippus avec une seule espèce :
  - Equus grevyi
- Sous-genre Hippotigris avec trois espèces :
  - Equus quagga, avec six sous-espèces :
    - Equus quagga quagga (éteint)
    - Equus quagga burchellii
    - Equus quagga boehmi,
    - Equus quagga borensis
    - Equus quagga chapmani
    - Equus quagga crawshayi

  - Equus zebra
  - Equus hartmannae

### Espèces vivantes
- Le zèbre de Burchell (Equus quagga, syn. Equus burchellii), encore appelé zèbre des plaines est le plus commun. Selon les dernières recherches (2004) il comporterait six sous-espèces, réparties entre l'Afrique de l'Est et du Sud. Le « zèbre de Burchell vrai » désignerait en fait une sous-espèce éteinte (Equus quagga burchelli)[26] ou n'ayant jamais existé[25] ;
- Le zèbre des montagnes (Equus zebra), de l'Afrique du Sud-Ouest, tend à avoir une toison lisse, un ventre blanc et des rayures plus rapprochées que son cousin des plaines. Il comprend deux sous-espèces, en danger d'extinction[27] ;
- Le zèbre de Grévy (Equus grevyi) est le plus grand de tous les zèbres. Il possède une longue crinière hérissée ainsi qu'une tête longue et étroite qui le fait ressembler à une mule. C'est un habitant des savanes d'Éthiopie, de Somalie et du nord du Kenya. Il est également menacé d'extinction[28].

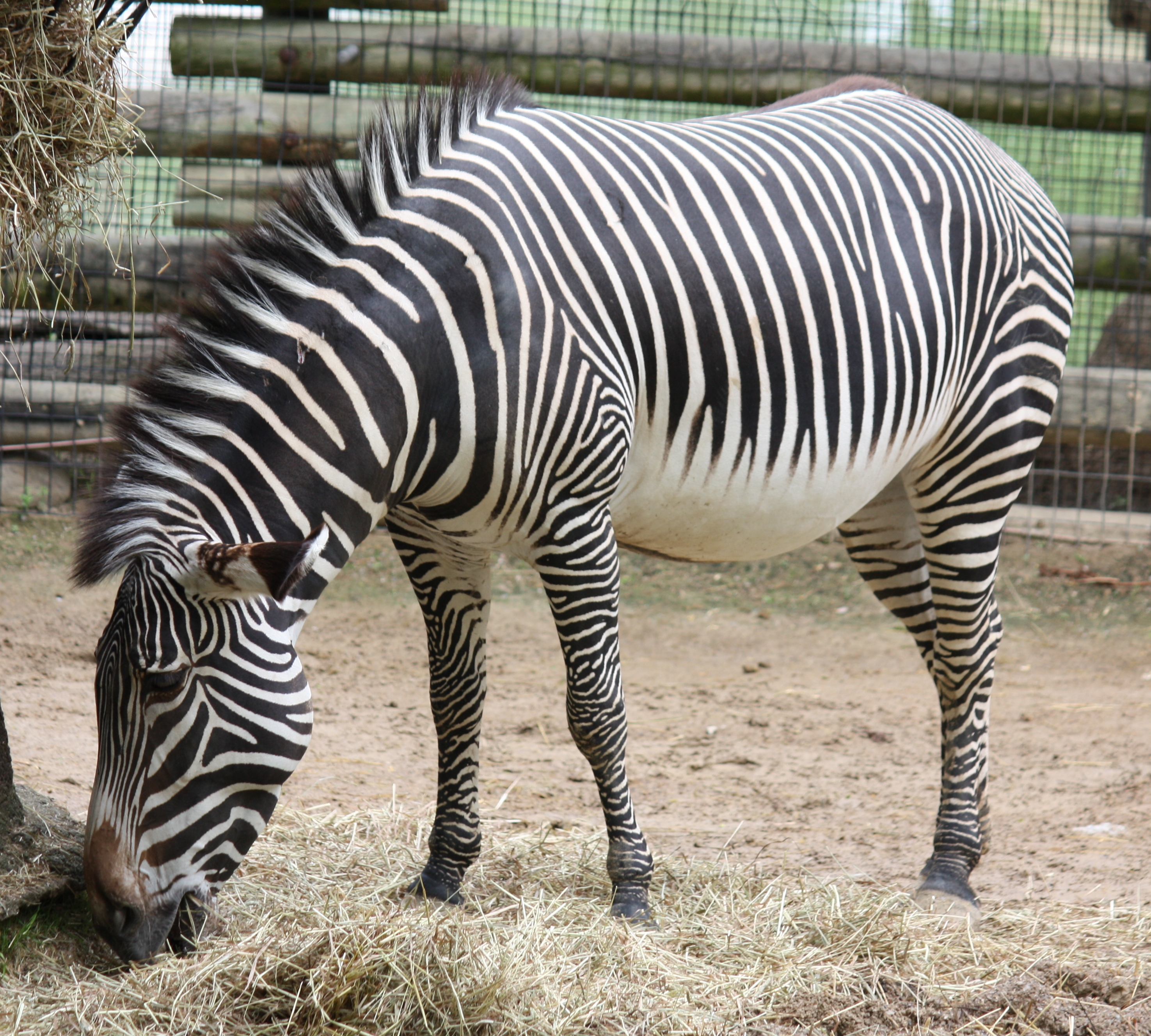
Equus grevyi (zèbre de Grévy).
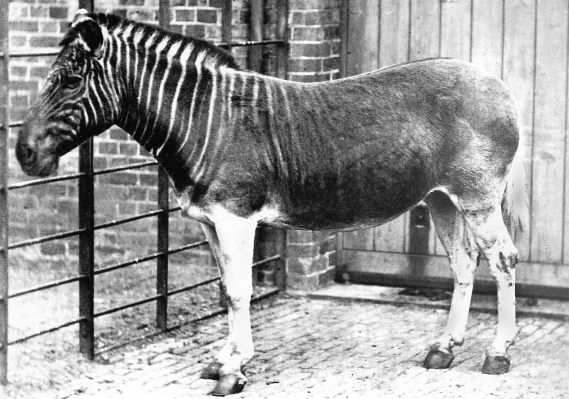
Equus quagga quagga (zèbre Quagga).
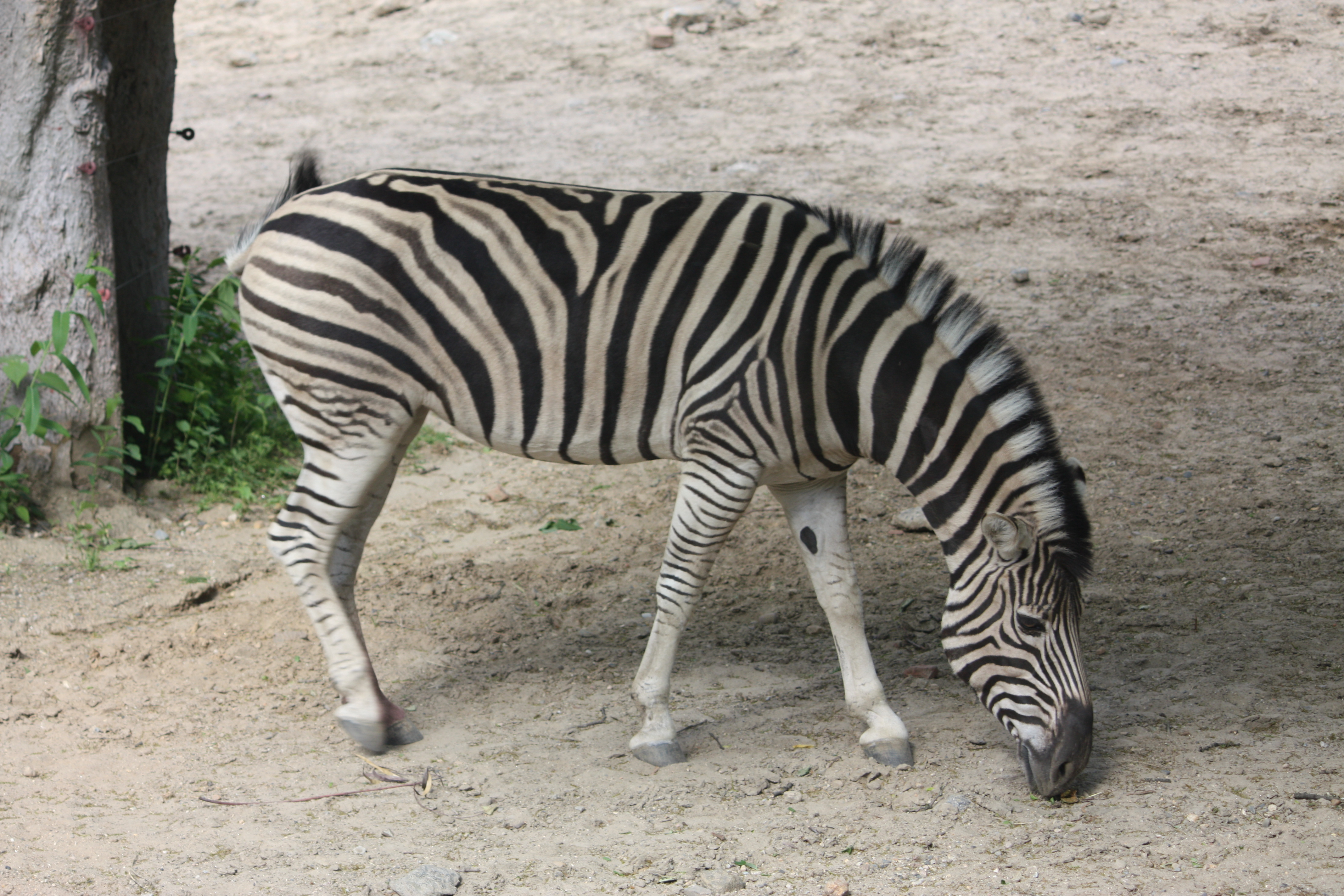
Equus quagga burchellii (zèbre de Burchell).
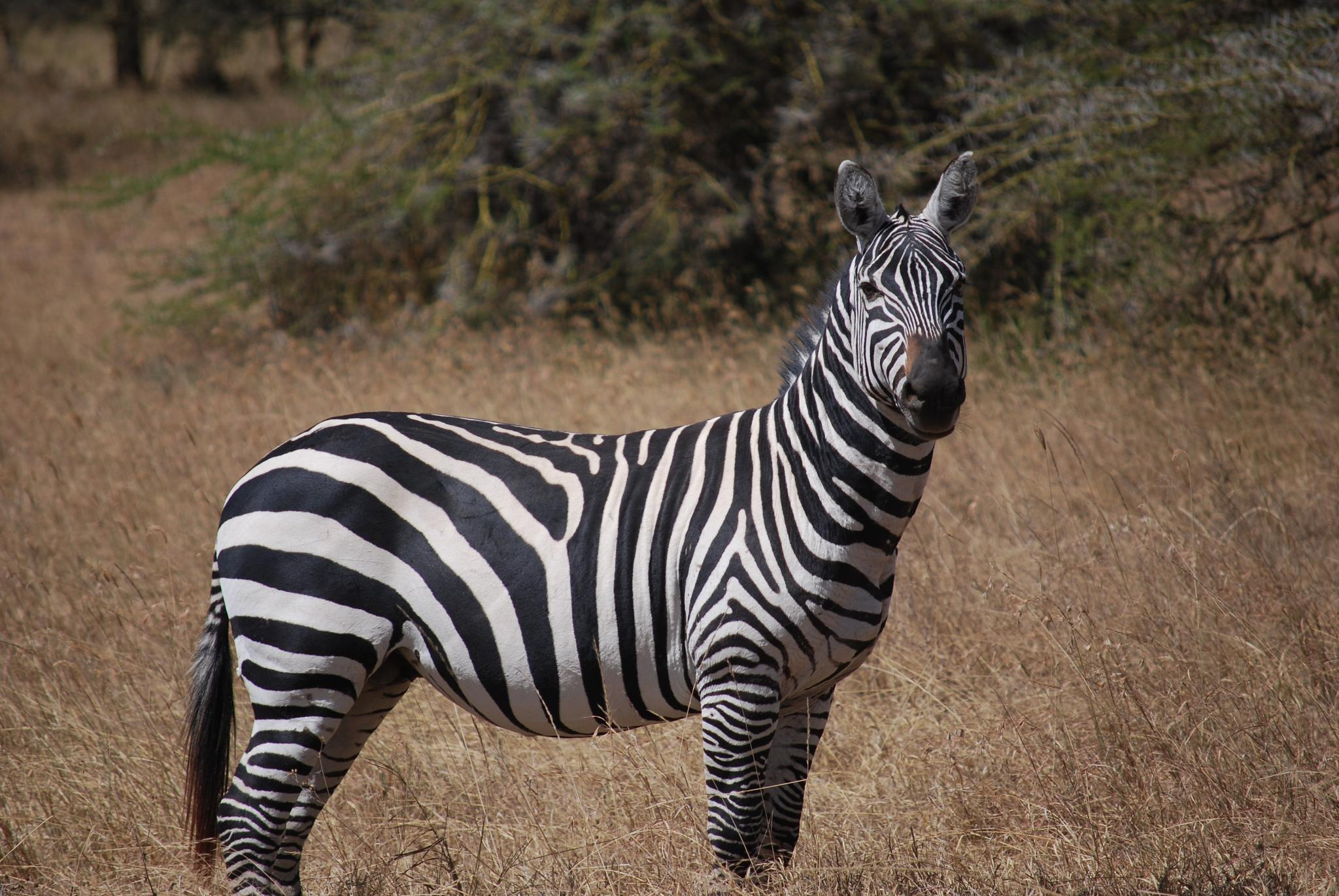
Equus quagga boehmi (zèbre de Grant).
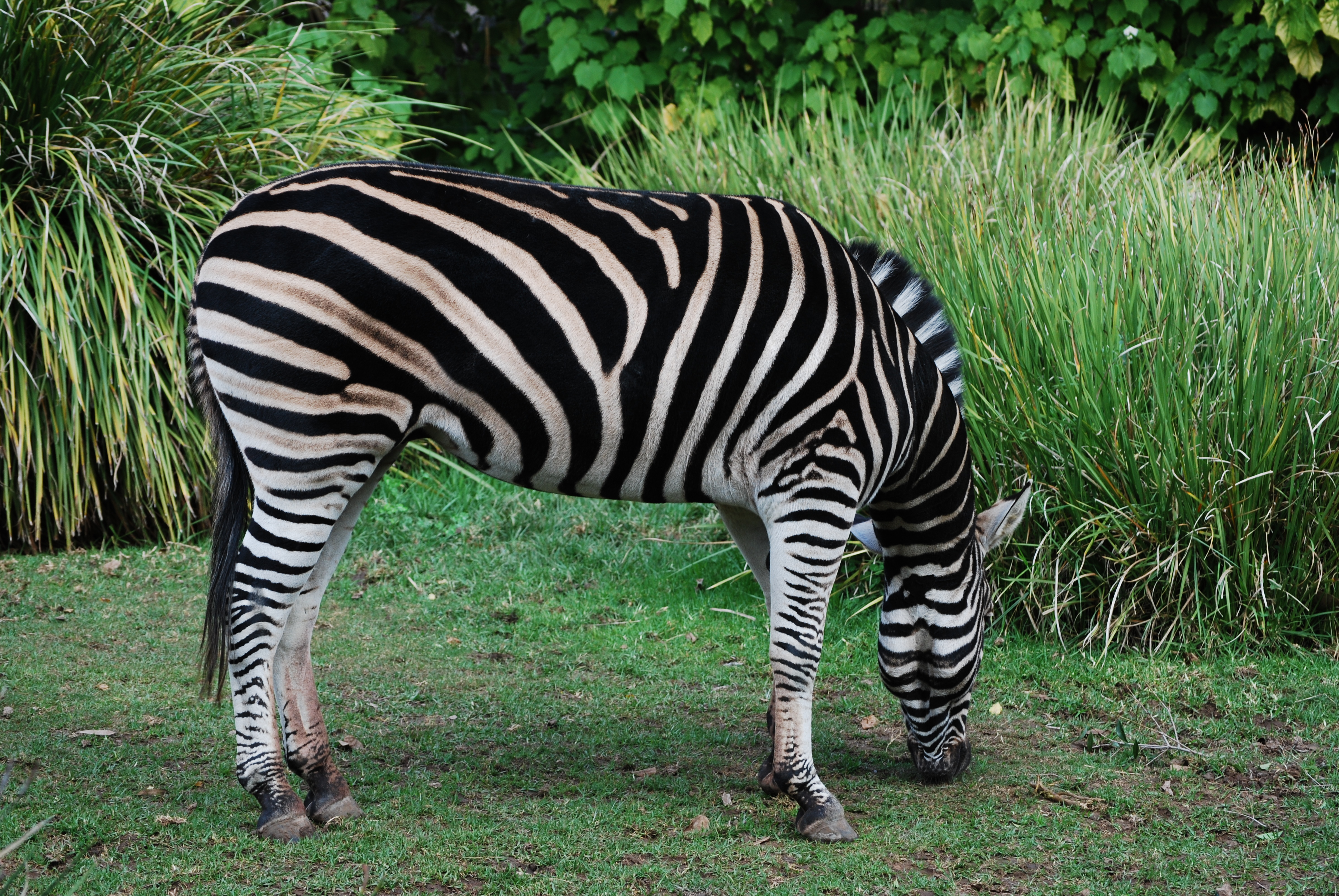
Equus quagga chapmani (zèbre de Chapman).
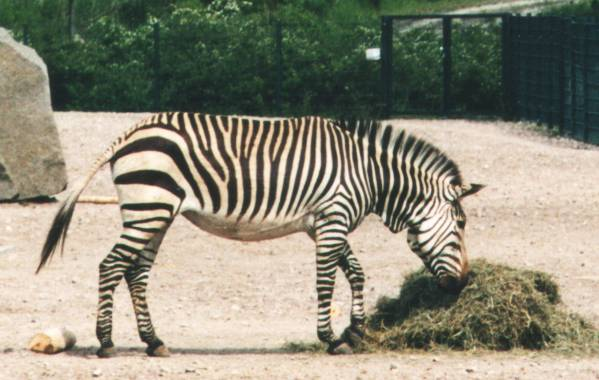
Equus zebra hartmannae (zèbre de Montagne).

### Histoire évolutive
Pendant l'Éocène, il y a environ 54 millions d'années, un petit mammifère de la taille d'un chien, baptisé Hyracotherium par les paléontologues, vivait sur le continent américain.
Il serait à l'origine de tous les équidés (cheval, poney, âne, zèbre).
Au Miocène, les graminées étant plus riches et plus abondantes, les équidés primitifs se sont multipliés et développés : leurs jambes se sont allongées pour mieux échapper aux prédateurs, et leurs pieds ne comptaient plus qu'un seul doigt recouvert d'un ongle, le sabot.[réf. nécessaire]
À ce moment-là, on pense qu'ils ressemblaient beaucoup au zèbre de Grévy d'aujourd'hui. Grâce à leur développement, ils gagnèrent en vitesse, se déplacèrent davantage à la recherche de nourriture et entreprirent de plus longues migrations. C'est à ce moment-là qu'ils se répandirent en Asie, en Afrique et en Europe, passant par le détroit de Béring, alors recouvert de glace épaisse.
De nos jours, il est presque impossible de distinguer le crâne d'un zèbre de celui d'un cheval, mais nous pouvons penser que les équidés qui colonisèrent les savanes tropicales devinrent des zèbres, laissant les déserts arides aux ânes sauvages et les zones tempérées de l'hémisphère Nord aux chevaux sauvages.[réf. nécessaire]
Des fossiles datant du Pléistocène démontrent la grande répartition de ces équidés. Au Pléistocène, Equus sivalenis (Chine) et Equus sellardsi (Amérique du Nord) ressemblaient au quagga, ce zèbre d'Afrique qui s'est éteint au XIXe siècle. À la même époque, celui qui occupait le Sud de l'Afrique est Equus pilicatus, ancêtre direct du zèbre de Grévy.[réf. nécessaire] L'évolution de nombreuses espèces d'équidés est mal connue, une des difficultés étant qu'il est difficile de distinguer les caractères évolutifs de certaines adaptations morphologiques locales. On sait qu'il existait encore des ânes sauvages et des zèbres en Europe à la fin de la dernière période glaciaire de l’ère quaternaire.
Aujourd'hui, les équidés sauvages sont devenus rares. Il existe sept principales espèces équines, dont la plupart sont très proches de l'extinction : les trois zèbres d'Afrique et leurs cousins, l'âne sauvage ; le cheval sauvage de Mongolie ; les deux ânes sauvages d'Asie, le kiang et l'hémione.

## Étymologie et dénominations
Le substantif masculin,, « zèbre » (prononcé : [zε:bʀ]) est un emprunt au portugais zebra,, substantif féminin lui-même probablement issu — comme l'espagnol cebra — d'un latin vulgaire *eciferus, variation vernaculaire du latin equiferus (« cheval sauvage »), composé de equus (« cheval ») et de ferrus (« sauvage »).
En français, « zèbre » est attesté au début du XVIIe siècle : d'après le Trésor de la langue française informatisé, sa première occurrence (graphie : ‹ zebre ›) se trouve dans l’Histoire des choses plus mémorables advenues tant ez Indes orientales, que autres païs de la descouverte des Portugais de Pierre du Jarric, parue à Bordeaux en 1610.
Le portugais zebra servait initialement à désigner un équidé sauvage, le zevro ou zebro, particulièrement abondant dans la péninsule Ibérique jusqu'au XVIe siècle. En juin 2015, la nature biologique précise de l'animal reste incertaine. Quatre hypothèses ont été avancées selon lesquelles le zebro ibérique serait : soit l'hydrontin (Equus hydruntinus), un onagre éteint ; soit l'ancêtre du Sorraia, une race chevaline portugaise ; soit un onagre moderne, introduit dans la péninsule Ibérique par les musulmans ; soit un équidé domestique errant, âne ou cheval,.
Le petit du zèbre s'appelle le zébreau et la femelle du zèbre s'appelle la zébrelle. On rencontre aussi le terme zébresse ou zebrette.
On dit que le zèbre hennit comme le cheval mais le zèbre de Grévy brait, comme l'âne, on dit aussi qu'il jappe.
Liste alphabétique de noms vernaculaires ou des noms vulgaires attestés en français.

Note : certaines espèces ont plusieurs noms et, les classifications évoluant encore, certains noms scientifiques ont peut-être un autre synonyme valide. En gras, l'espèce la plus connue des francophones.
- Couagga  -
- Dauw - Equus burchelli burchelli[42]
- Quagga
- Zèbre de Burchell
- Zèbre de Chapman - Equus quagga antiquorum[43]
- Zèbre de Crawshay - Equus quagga crawshayi[43]
- Zèbre de Grant - Equus quagga boehmi[40],[43]
- Zèbre de Grévy - Equus grevyi[40],[43]
- Zèbre de montagne  - Equus zebra[43] et plus spécialement :
  - Zèbre de montagne de Hartmann ou simplement zèbre de Hartmann - Equus zebra hartmannae[43],[44]
  - Zèbre de montagne du Cap - Equus zebra zebra[43],[45]
- Zèbre des plaines (ou zèbre de Burchell)[46] - Equus quagga ou Equus burchelli[47]
- Zèbre de Selous - Equus quagga selousi[43]
- Zèbre des steppes - Equus quagga[40],[43]
- Zèbre vrai - Equus zebra[43]

## Les zèbres et l'homme

### Tentatives de domestication

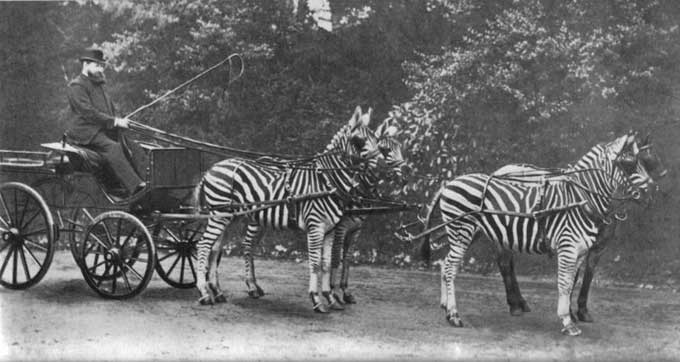
Le Britannique Lionel Walter Rothschild (1868-1937) avec son attelage de zèbres.

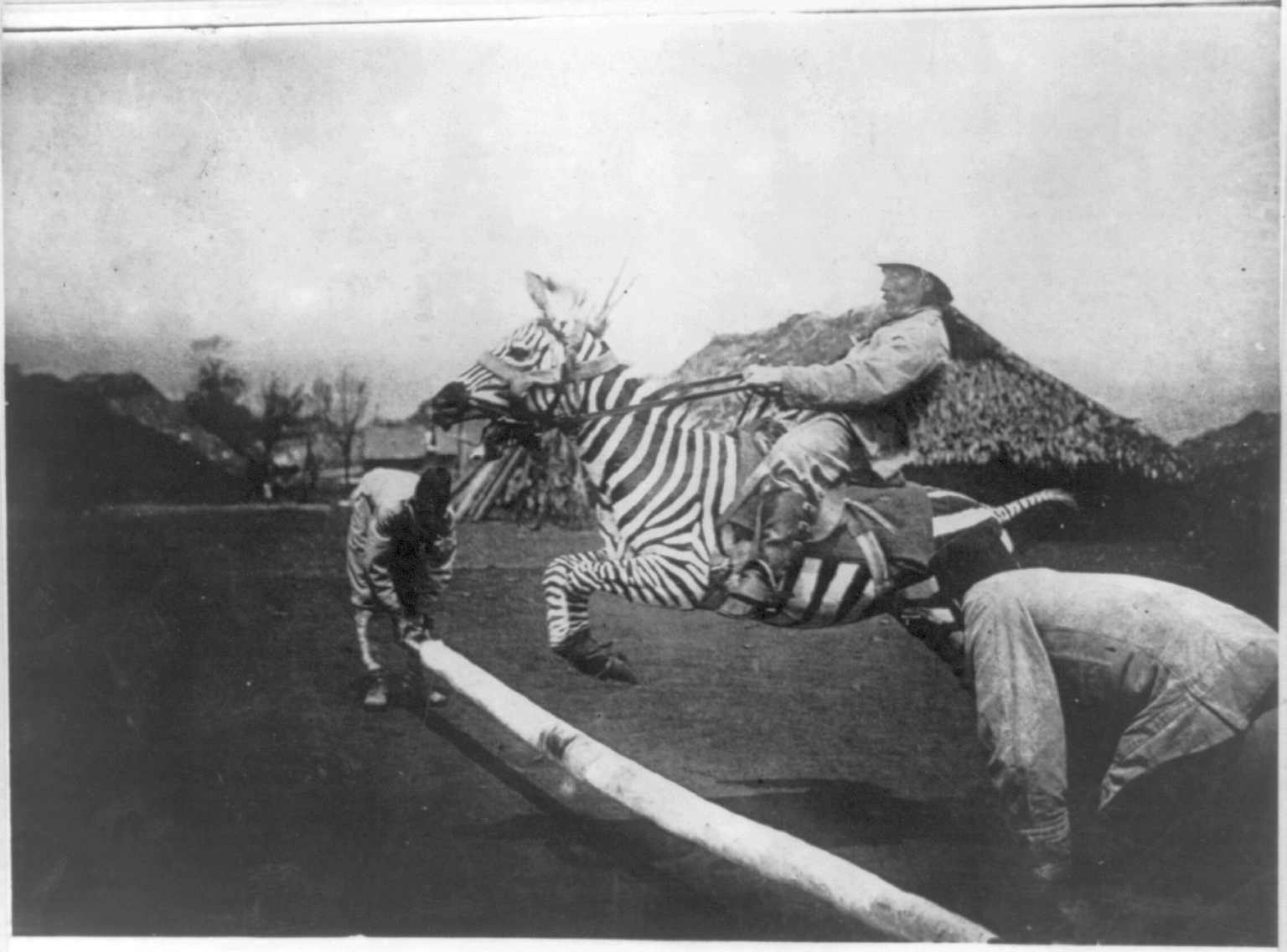
Un zèbre domestiqué monté par un cavalier sautant un obstacle en Afrique de l'Est.

S'il est possible, avec beaucoup d'effort, de domestiquer un zèbre pris isolément, l'espèce s'y prête peu,. Vivant dans un milieu comprenant de grands prédateurs tels que le lion, le guépard et la hyène, le zèbre a développé de puissantes techniques de défense. D'après l'universitaire Carol Hall, « le fait qu’il soit un « aliment pour lion » l’a peut-être rendu moins attrayant aux yeux des premiers humains ». Les tentatives de domestication s'expliquent par sa résistance au climat chaud, aux maladies africaines et de sa rapidité supérieure à celle du cheval rustique[réf. nécessaire]. En Afrique du Sud, les Boers ont essayé plusieurs fois d'harnacher des zèbres mais ont vu la plupart de leurs tentatives déjouées par la nature sauvage et têtue de l’animal.

### Hybrides
- Le zébrâne est le croisement d'un zèbre et d'une ânesse.
- Le zébrule est le croisement d'un zèbre et d'une jument.
- Plus généralement, le croisement d'un zèbre avec un autre équidé (ponette, mule, bardot femelle...) donne un zébroïde.

### Reconstitutions
- Le Quagga contemporain est une tentative de restitution de cette sous-espèce. Il s'agit d'un élevage sélectif du Zèbre des plaines (Equus Quagga) dans le but de retrouver l'apparence de l'animal disparu après avoir découvert la grande similitude de l'ADN des spécimens disparus avec celui des zèbres modernes.

## Les zèbres dans la culture

### Vocabulaire
- « Zébré » est un adjectif, dérivé de zèbre, qui signifie rayé, souvent de rayures noires et blanches alternées mais pas obligatoirement.
- Dans plusieurs langues (comme l'espagnol, l'anglais ou le néerlandais), on appelle le passage piéton respectivement le passage-zèbre, le croisement-zèbre et le sentier-zèbre.
- En France on appelle zébras les parties de voie publique rayées et interdites à la circulation (sur bretelles d'entrée et de sortie d'autoroutes, parkings, ronds-points, ... )
- Idiotismes animaliers : un drôle de zèbre est un individu douteux et filer comme un zèbre veut dire courir très vite.

#### Proverbes
- « La pluie mouille le zèbre mais n'efface pas ses rayures » (massaï, Kenya)[49]
- « Le noir porte sa négritude comme le zèbre ses rayures » (Sénégal)[49]
- « Un homme sans tradition est comme un zèbre sans rayure » (Afrique)[50]
- « L'ombre du zèbre n'a pas de rayures » (René Char, poète français)

### Le symbolisme du zèbre
Le zèbre est un symbole de courage car il entreprend de grandes migrations annuelles pour chercher des pâturages, malgré les lions et les hyènes ou encore les crocodiles qui les menacent.
Le zèbre est aussi un symbole du métissage et de l'harmonie entre les peuples. Ainsi, le zèbre est le symbole animal du Botswana : ses rayures noires et blanches ornent le drapeau depuis 1996 et deux zèbres affrontés encadrent les armoiries du pays,.
Le Zèbre de Grévy est aussi le symbole de l'Afrique et de la faune africaine.
En Angola, des crinières de zèbres sont portées lors de danses rituelles ayant lieu pour les cérémonies d'initiation des jeunes lors des rites de « transformation ».

### Zèbre et surdoués
Le terme « zèbre » a été utilisé pour la première fois par la psychologue Jeanne Siaud-Facchin, une des spécialistes de la douance en France, dans son livre L'enfant surdoué : L'aider à grandir, l'aider à réussir publié en janvier 2012. Elle l'a utilisé à l'origine pour éviter d'utiliser le mot encombrant de « surdoué » et toutes les images et connotations qu'il véhicule. De ce fait, le zèbre a servi de base pour le nom de sites internet traitant du sujet des surdoués.

### Zèbre et médecine
Dans le monde médical, le terme « zèbre » est employé pour qualifier une personne ayant un diagnostic rare. Cette expression est due à Théodore Woodward, un professeur d'université qui a utilisé cette expression pour instruire ses élèves : « quand vous entendez des bruits de sabot derrière vous, ne vous attendez pas à voir un zèbre ». Il sous-entendait qu'il fallait se diriger vers un diagnostic évident par rapport aux symptômes plutôt que de chercher quelque chose de rare, complexe, moins fréquent. Ce dicton s'est répandu dans les cercles médicaux dans les années 1960, et le zèbre est devenu le symbole des maladies rares.
Le zèbre est également l'animal mascotte du syndrome d'Ehlers-Danlos, un groupe de maladies du tissu conjonctif, dont la plupart sont rares et souvent difficilement diagnostiquées.

### Zèbres dans l'art et la fiction
- Drôles de zèbres est un film de Guy Lux de 1977 où un patron d'hôtel savant fou à ses heures veut transformer un cheval de course en crack en lui injectant notamment du sang de zèbre.

- Le Zèbre, un roman d’Alexandre Jardin paru en 1988, et  un film français de Jean Poiret sorti en 1992, adapté du roman ;

- Zig Zag, l'étalon zébré est un film pour enfants dont le héros est un zèbre.
- Marty le zèbre, personnage du film d'animation Madagascar et de ses suites.
- Le film et le manga Zebraman racontent l'histoire d'un super-héros dont le costume et les pouvoirs (une « super-ruade ») sont inspirés du zèbre.
- Opération Zèbre, un jeu de société de culture générale édité par Big Moustache Games en 2025 reprend le motif du Zèbre et joue sur le verbe "zébrer" en référence à la mécanique du jeu qui permet de rayer des cartes avec un feutre effaçable.